# Faro automatico
Il faro automatico è un dispositivo di segnalazione nautica la cui accensione non richiede l'intervento manuale.
Questo tipo di faro fu sviluppato da Nils Gustaf Dalén, Premio Nobel per la fisica nel 1912; Dalén inventò l'agamassan, un dispositivo per il trasporto e lo stoccaggio dell'acetilene, gas che grazie a questa invenzione, insieme all'invenzione della valvola solare ed al sistema detto "Dalén light", rivoluzionò il sistema delle segnalazioni costiere. Sino ad allora i fari erano accesi e spenti ogni volta da apposito personale, e quando non vigilati restavano accesi ininterrottamente con grande spreco di combustibile.